# Alexander Schottky
Alexander Schottky (* 27. September 1969) ist ein deutscher Schauspieler, Werbe- und Synchronsprecher, Sänger und Kunstmaler. Bekanntheit erlangte er insbesondere durch seine Rolle als Dr. Pfund in Nikola sowie die Synchronisation der Hauptfigur in der Videospielserie Baphomets Fluch.

## Leben
Schottky wuchs in Heidenheim an der Brenz auf und besuchte zwischen 1980 und 1988 das dortige Schiller-Gymnasium. Schon im Alter von neun Jahren sammelte Schottky erste Erfahrungen als Schauspieler, unter anderem auf der Bühne des Freilichttheaters in Heidenheim. An der Folkwang Universität der Künste in Essen studierte er nach seinem Abitur Schauspiel, Gesang und Tanz. Neben dem Studium bemühte er sich um Sprecherengagements für Regionalfunkwerbung, was ihm aufgrund seines schwäbischen Dialekts zunächst schwerfiel. Seinen Einstieg in die Sprecherbranche schaffte er über die Rudas Studios in Düsseldorf.
Seit 1992 ist Schottky als freier Schauspieler tätig und hat seither in mehreren Musical-, Theater-, Film- und Fernsehproduktionen mitgewirkt. Zwischen 1997 und 2005 verkörperte er die Rolle des Dr. Pfund in der Fernsehserie Nikola. Neben seinen zahlreichen Arbeiten als Werbesprecher (unter anderem für Nokia, Nissan und den deutschen Kundenservice von Apple) in den 1990er und 2000er Jahren, übernahm er auch vermehrt Synchronrollen für Filme und vor allem Videospiele. Besonders bekannt ist seine Stimme vielen Spielern als die des George Stobbart in allen fünf Teilen der Adventure-Reihe Baphomets Fluch (1996, 1997, 2003, 2006 und 2013) sowie dem dazugehörigen Fanprojekt Baphomets Fluch 2.5, für das er gagenfrei sprach. Des Weiteren war er als Cabaña-Junge in der deutschen Fassung von Monkey Island 3 zu hören. Die Zusammenarbeit mit Norman Matt bezeichnete Schottky als prägend.
Ende der 2000er Jahre zog sich Schottky von der Synchronarbeit zurück und verlegte seinen Wohnsitz nach Los Angeles, um sich verstärkt dem Schauspiel zu widmen. Er war seither in mehreren US-amerikanischen Film-, Fernseh- und Theaterproduktionen zu sehen. Schottky hat als Sänger die CD Honestly veröffentlicht und ist mittlerweile auch als Kunstmaler tätig. Er lebt in Oak View, Kalifornien mit seinen beiden Chihuahuas Rico und Fawn.

## Filmografie

### Als Schauspieler
- 1994: Nacht der Frauen (Fernsehserie, 3 Folgen)
- 1996: SK-Babies (1 Folge)
- 1997: Das erste Semester
- 1997: Tatort: Willkommen in Köln (Fernsehreihe)
- 1997–2005: Nikola
- 1998: Helden und andere Feiglinge
- 1999: Ich wünsch dir Liebe
- 2003: Pokalfieber
- 2006: Lake of Soldiers
- 2009: Alien Ecstasy
- 2009: CircumSize Me
- 2010: The Girl with No Number
- 2011: Nefarious: Merchant of Souls
- 2011: Paranormal Whacktivity

### Als Synchronsprecher
- 1995: The Daedalus Encounter (Videospiel)
- 1995: Shannara (Videospiel)
- 1996: Imperium Romanum (Videospiel)
- 1996: Baphomets Fluch (Broken Sword: The Shadow of the Templars; Videospiel)
- 1997: Baphomets Fluch 2 (Broken Sword II: The Smoking Mirror; Videospiel)
- 1997: The Curse of Monkey Island (Videospiel)
- 1998: Die Siedler III (Videospiel)
- 2000: X: Beyond the Frontier (Videospiel)
- 2001: Sol Goode
- 2003: Baphomets Fluch: Der schlafende Drache (Broken Sword: The Sleeping Dragon; Videospiel)
- 2004: The Moment of Silence (Videospiel)
- 2006: Baphomets Fluch: Der Engel des Todes (Broken Sword: The Angel Of Death; Videospiel)
- 2008: Baphomets Fluch 2.5: Die Rückkehr der Tempelritter (Videospiel)
- 2008: Dirty Split (Videospiel)
- 2013: Baphomets Fluch: Der Sündenfall  (Broken Sword: The Serpent's Curse; Videospiel)
- 2014: Wolfenstein: The New Order (Videospiel)